# Kyoko Kitahara
Kyoko Kitahara, född 20 augusti 1951, är en japansk bågskytt. Hon deltog vid olympiska sommarspelen 1988.